# IC 2490
IC 2490 ist eine Spiralgalaxie vom Hubble-Typ Sbc im Sternbild Löwe an der Ekliptik. Sie ist schätzungsweise 326 Millionen Lichtjahre von der Milchstraße entfernt.
Das Objekt wurde am 1. Mai 1896 von Stéphane Javelle entdeckt.